# كيران كلاوس باتل
كيران كلاوس باتل (بالألمانية: Kiran Klaus Patel)‏ هو مؤرخ العصر الحديث ‏ ألماني، ولد في 3 أكتوبر 1971.